# Verbrennungsluftverhältnis

Motorleistung und spezifischer Verbrauch bei Ottomotoren, aufgetragen über die Luftzahl λ

Ein Brennstoff-Luft-Gemisch oder speziell bei Verbrennungsmotoren auch Kraftstoff-Luft-Gemisch wird gekennzeichnet durch sein Verbrennungsluftverhältnis λ (Lambda; kurz auch Luftverhältnis oder Luftzahl genannt), eine Kennzahl mit der Einheit Eins aus der Verbrennungslehre, die das Massenverhältnis von Luft zu Brennstoff relativ zum jeweils stöchiometrisch idealen Verhältnis für einen theoretisch vollständigen Verbrennungsprozess angibt. Aus dieser Kennzahl lassen sich Rückschlüsse auf den Verbrennungsverlauf, Temperaturen, Schadstoffentstehung und den Wirkungsgrad ziehen.
Sie hat daher besondere Bedeutung in technischen Anwendungsgebieten für Verbrennungskraftmaschinen und Feuerungstechnik, aber auch in der Brandlehre.

## Definition
Das Verbrennungsluftverhältnis setzt die tatsächlich zur Verfügung stehende Luftmasse {\displaystyle m_{\text{L-tats}}} ins Verhältnis zur mindestens notwendigen Luftmasse {\displaystyle m_{\text{L-st}}}, die für eine stöchiometrisch vollständige Verbrennung theoretisch benötigt wird:
{\displaystyle \lambda ={\frac {m_{\text{L-tats}}}{m_{\text{L-st}}}}}
Für den Zahlenwert ist der Grenzwert 1 von besonderer Bedeutung:
- Ist {\displaystyle \lambda =1,} so gilt das Verhältnis als stöchiometrisches Verbrennungsluftverhältnis mit {\displaystyle m_{\text{L-tats}}=m_{\text{L-st}}}; das ist der Fall, wenn alle Brennstoff-Moleküle vollständig mit dem Luftsauerstoff reagieren könnten, ohne dass Sauerstoff fehlt oder unverbrannter Kraftstoff übrig bleibt (vollständige Verbrennung).
- {\displaystyle \lambda <1} (z. B. 0,9) bedeutet „Luftmangel“ (bei Verbrennungsmotoren spricht man von einem fetten oder auch reichen Gemisch)
- {\displaystyle \lambda >1} (z. B. 1,1) bedeutet „Luftüberschuss“ (bei Verbrennungsmotoren spricht man von einem mageren oder auch armen Gemisch)

Aussage: {\displaystyle \lambda =1{,}1} bedeutet, dass 10 % mehr Luft an der Verbrennung teilnimmt, als zur stöchiometrischen Reaktion notwendig wäre. Dies ist gleichzeitig der Luftüberschuss.
Der Kehrwert von λ wird als Äquivalenzverhältnis φ bezeichnet.

## Berechnung
Näherungsweise Berechnung über Sauerstoffgehalt im Abgas:
{\displaystyle \lambda \approx {\frac {0{,}21}{0{,}21-x_{O_{2}}}}}
Näherungsweise Berechnung über Kohlenstoffdioxidgehalt im Abgas:
{\displaystyle \lambda \approx {\frac {x_{\mathrm {CO_{2}max} }}{x_{\mathrm {CO_{2}} }}}}
Die maximale {\displaystyle CO_{2}}-Konzentration errechnet sich aus:
{\displaystyle x_{\mathrm {CO_{2}max} }=g_{\mathrm {CO_{2}max} }\cdot {\frac {R_{\mathrm {CO_{2}} }}{R_{\mathrm {RGtmin} }}}}
{\displaystyle R_{\mathrm {RGtmin} }=g_{\mathrm {CO_{2}max} }\cdot R_{\mathrm {CO_{2}} }+g_{\mathrm {N_{2}RG} }\cdot R_{\mathrm {N_{2}} }}
Massenanteile:
{\displaystyle g_{\mathrm {CO_{2}} }={\frac {3{,}664\cdot g_{C}}{m_{\mathrm {RGtmin} }^{*}}}}
{\displaystyle g_{\mathrm {N_{2}RG} }={\frac {g_{N}\cdot m_{\mathrm {Lmin} }^{*}}{m_{\mathrm {RGtmin} }^{*}}}}
{\displaystyle g_{\mathrm {CO_{2}max} }={\frac {g_{C}\cdot 3{,}664}{m_{\mathrm {RGtmin} }^{*}}}}
Minimale Rauchgasmasse:
{\displaystyle m_{\mathrm {RGtmin} }^{*}=3{,}664\cdot g_{C}+m_{\mathrm {Lmin} }^{*}\cdot g_{N}}
Minimale Luftmasse:
{\displaystyle m_{\mathrm {Lmin} }^{*}={\frac {2{,}664\cdot g_{C}+7{,}937\cdot g_{H}+g_{S}-g_{O}}{0{,}232}}}
Variablen:
{\displaystyle x_{\mathrm {CO_{2}} }:} Gemessener {\displaystyle CO_{2}}-Gehalt im Abgas
{\displaystyle R_{\mathrm {CO_{2}} }:} Gaskonstante von Kohlenstoffdioxid = {\displaystyle 188{,}95\,\mathrm {\frac {J}{kgK}} }
{\displaystyle R_{\mathrm {N_{2}} }:} Gaskonstante von Stickstoff = {\displaystyle 296{,}76\,\mathrm {\frac {J}{kgK}} }
g sind jeweils die Massenanteile des einzelnen Gases an der Gesamtmasse, die Indizes bezeichnen das Gas, RG bedeutet Anteil des Rauchgases (Abgas), t bedeutet Anteil des trockenen Abgases (vor der Messung wird das Wasser sehr oft aus dem Abgas „gefiltert“, um Verfälschungen zu vermeiden).
{\displaystyle m_{\text{Lmin}}^{*}}: Zur Verbrennung mindestens benötigte Luftmasse

## Stöchiometrischer Luftbedarf
Der stöchiometrische Luftbedarf {\displaystyle L_{\text{st.}}} (auch Mindestluftbedarf {\displaystyle L_{\text{min.}}}) ist ein Massenverhältnis aus der Brennstoffmasse {\displaystyle m_{\text{B}}} und der zugehörigen stöchiometrischen Luftmasse {\displaystyle m_{\text{L-st.}}}.
{\displaystyle L_{\text{st.}}={\frac {m_{\text{L-st.}}}{m_{\text{B}}}}}
Der Luftbedarf kann aus den Masseanteilen einer Reaktionsgleichung ermittelt werden, wenn man eine vollständige Verbrennung der Komponenten voraussetzt.
Für gängige Kraftstoffe im Verbrennungsmotorenbau ergibt sich bei {\displaystyle \lambda =1}:
- Benzin (Ottokraftstoff): {\displaystyle L_{\text{st}}=14{,}7} – für die Verbrennung von 1 kg Benzin sind 14,7 kg Luft notwendig.
- Dieselkraftstoff: {\displaystyle L_{\text{st}}=14{,}5} – für die Verbrennung von 1 kg Dieselkraftstoff sind 14,5 kg Luft notwendig.

Bei Saugmotoren enthält die Frischgasladung am unteren Totpunkt (UT) immer einen Anteil Abgas des vorangegangenen Arbeitstaktes. Dieser Restgasanteil entspricht dem Brennraumvolumen im oberen Totpunkt (OT) mal Abgasdruck. Die Gasladungsmenge für Benzinmotoren (Luft plus Abgas) liegt deshalb etwa 20 % höher als mit reiner Luft (ca. 1,2 · 14,7 = 17,6 kg Gas pro kg Benzin). Beim Dieselmotor halbiert sich zwar der Restgasanteil vom vorangegangenen Arbeitstakt auf 10 % doch wird der Dieselmotor ohnehin bei Luftüberschuss betrieben (λ von etwa 10 im Leerlauf bis 1,4 („Rußgrenze“) bei Volllast). Turbomotoren können den Gaswechsel ohne Restgasanteil betreiben (λ = 1,0).

## Typische Werte

### Verbrennungsmotoren
Heutige Ottomotoren werden bei einem Luftverhältnis um λ = 1 betrieben. Dies ermöglicht die Abgasreinigung mit dem Drei-Wege-Katalysator. Eine Lambdasonde vor dem Katalysator misst dann den Sauerstoffgehalt im Abgas und gibt Signale an die Steuereinheit des Gemischreglers als Element des Motorsteuergerätes weiter. Der Gemischregler hat die Aufgabe, durch Variation der Einspritzdauer der einzelnen Einspritzventile das Luftverhältnis in der Nähe von λ = 1 zu halten. Der effizienteste Betrieb stellt sich bei leicht magerem Gemisch von ca. λ = 1,05 ein. Die höchste Motorenleistung wird bei fettem Gemisch von ca. λ = 0,85 erreicht. Dort stellt sich auch die höchste Zündgeschwindigkeit, also Reaktionsgeschwindigkeit des Gemisches ein. Jenseits der Zündgrenzen (0,6 < λ < 1,6 für Ottomotoren) setzt die Verbrennung aus, der Motor bleibt stehen. Dieselmotoren arbeiten dagegen mit einem mageren Gemisch von λ = 1,3 (bei Volllast, an der Rußgrenze) und mit Qualitätsregelung, das heißt λ ist bei Teillast höher und erreicht Werte bis etwa 6 (im Leerlauf, vorgegeben durch die mechanische Verlustleistung).
Im Hochlastbetrieb, bei dem Abgastemperaturen weit über 1000 °C erreicht werden können, werden viele Ottomotoren zum Schutz der Abgasanlage mit fettem Gemisch betrieben. Da der Kraftstoff so nicht mehr vollständig verbrennt, wird das Abgas und damit Katalysator und Turbolader nicht so heiß. Allerdings können die Kohlenstoffmonoxid- und Kohlenwasserstoffemissionen dann nicht mehr im Dreiwegekatalysator zu Kohlendioxid und Wasser weiter oxidiert werden. Im Rahmen der RDE Vorschriften ab Anfang der 2000er Jahre werden Motoren z. B. mit wassergekühlten Krümmern versehen und können im gesamten Betriebsbereich ohne Anfettung betrieben werden.

### Thermen und Kessel
Die Messung des Verbrennungsluftverhältnisses von Heizkesseln oder -thermen ist Teil einer Abgasmessung. Gebläsebrenner kommen bei Volllast mit λ = 1,2 aus, atmosphärische Brenner unter Volllast mit etwa λ = 1,4. Im Teillastverhalten steigt das Verbrennungsluftverhältnis auf Werte von λ = 2 bis 4, was zu einer Erhöhung des Abgasverlustes und gleichzeitig zu einer Verschlechterung des Wirkungsgrades führt.

### Gasturbinen und Triebwerke
Bei Gasturbinen und darauf basierenden Strahltriebwerken läuft die Verbrennung innerhalb der Brennkammer am Flammhalter nahe λ = 1 ab, die nachfolgende Zuführung von Sekundärluft erhöht die Werte auf λ = 5 und mehr. Die Luftzahl ist deshalb so hoch, weil die Höchsttemperatur in der Brennkammer (bis 1600 °C) und die maximale Eintrittstemperatur in die Turbine (bis 1400 °C) nicht überschritten werden dürfen.